# Gorzew
Gorzew – wieś w Polsce położona w województwie łódzkim, w powiecie pabianickim, w gminie Pabianice.
W latach 1975–1998 miejscowość należała administracyjnie do ówczesnego województwa łódzkiego.
Zobacz też: Gorzewo-Kolonia